# Mahmoud Ayoub
Mahmoud Mustafa Ayoub (geb. 1. Juni 1935 in Kana, Libanon; gest. 31. Oktober 2021 in Montreal) war ein libanesischer, in Nordamerika tätiger Islamwissenschaftler, Religionswissenschaftler, Hochschullehrer und eine Persönlichkeit des Islam in den Vereinigten Staaten.

## Leben und Wirken
Mahmoud Ayoub wurde 1935 im Südlibanon geboren. 1964 erwarb er einen B.A. in Philosophie an der American University of Beirut, 1966 den M.A. in Religious Thought an der University of Pennsylvania, 1975 den Ph.D. in Religionsgeschichte an der Harvard University. Von 1978 bis 1988 war er Research Associate am Centre for Religious Studies der University of Toronto, Toronto, Kanada. Von 1988 bis 2008 war er Professor für Islamwissenschaft am Department of Religion der Temple University in Philadelphia, USA.
Er arbeitete als Faculty Associate in Shi'ite Islam and Christian-Muslim Relations am Hartford Seminary in Hartford (Connecticut) und an der Pacific School of Religion, Berkeley.
Er ist Verfasser verschiedener Monographien (The Qur'an and Its Interpreters (2 Bände); Islam: Faith and History) und schrieb verschiedene Beiträge in Muslim World (Hartford Seminary) u. a.
In der Unterzeichnerliste des offenen Briefes Ein gemeinsames Wort zwischen Uns und Euch (engl. A Common Word Between Us & You) ist er zweimal aufgeführt, am Hartford Seminary und in Berkeley (siehe Nr. 263 und Nr. 321).
2009 wurde er unter den  500 Most Influential Muslims des Prinz-al-Walid-bin-Talal-Zentrums für muslimisch-christliche Verständigung der Georgetown University und des Royal Islamic Strategic Studies Centre von Jordanien aufgeführt.

2012 erhielt Ayoub den Distinguished Scholar Award vom sich als Denkfabrik der Muslimbrüder verstehenden US-amerikanischen International Institute of Islamic Thought (IIIT). Mahmoud Ayoub sprach sich gegen die Idee eines  U.S. Muslim College aus: 

„I don't know that I would send my child to go to a college where they can only learn tradition. Young people have to live," said Ayoub who has worked with the U.S. State Department, representing America in the Muslim world. "I like mixing people. I don't like ghettos.“

## Publikationen (Auswahl)
- The Qur'an and Its Interpreters

Volume I (1984) (Teilansicht in der Google-Buchsuche)
Volume II: The House of 'Imran (1992) (Teilansicht in der Google-Buchsuche)
- The Crisis of Muslim History: Religion and Politics in Early Islam. (2005)
- Islam: Faith and History (2004)
- Redemptive Suffering in Islām – A Study of the Devotional Aspects of ʿĀšūrāʾ in Twelver Shīʿism. The Hague 1978 (= Religion and Society 10). Mouton Publishers
- Artikel „ʿĀšūrā“ in der Encyclopaedia Iranica, (Online)
- Artikel „Arbaʿīn“ in der Encyclopaedia Iranica, (Online)